# Vladimír Palko
Vladimír Palko (ur. 20 maja 1957 w Bratysławie) – słowacki polityk i matematyk, minister spraw wewnętrznych Słowacji (2002–2006), od 2008 do 2014 przewodniczący Konserwatywnych Demokratów Słowacji.

## Życiorys
W 1981 ukończył studia wyższe z zakresu matematyki na Uniwersytecie Komeńskiego w Bratysławie. Do 1990 pracował jako asystent w Katedrze Matematyki Wydziału Elektrotechnicznego Słowackiej Wyższej Szkoły Technicznej w Bratysławie oraz w Wydziale Cybernetyki Technicznej Słowackiej Akademii Nauk. Na początku lat 90. był zastępcą szefa jednej ze służb specjalnych, powrócił następnie do pracy naukowej, uzyskując w 1996 doktorat.
Był działaczem Ruchu Chrześcijańsko-Demokratycznego (KDH). W okresie 1996–1998 pełnił funkcje wiceprzewodniczącego tego ugrupowania, wchodził również w skład prezydium Słowackiej Koalicji Demokratycznej. Z jego ramienia sprawował do 2010 mandat posła do Rady Narodowej. Od 16 października 2002 do 7 lutego 2006 pełnił funkcję ministra spraw wewnętrznych w drugim rządzie Mikuláša Dzurindy. W 2008 odszedł z KDH, zakładając nową partię pod nazwą pod nazwą Konserwatywni Demokraci Słowacji i obejmując nad nią przewodnictwo, które pełnił do czasu rozwiązania partii w 2014. W 2010 znalazł się poza parlamentem, powrócił do pracy naukowej.
Żonaty, ma troje dzieci.